# Hrabia Marchii

Herb Marchii

Hrabiowie Marchii 1. kreacji (parostwo Anglii)
- 1328–1330: Roger Mortimer, 1. hrabia Marchii
- 1348–1360: Roger Mortimer, 2. hrabia Marchii
- 1360–1381: Edmund Mortimer, 3. hrabia Marchii
- 1381–1398: Roger Mortimer, 4. hrabia Marchii
- 1398–1425: Edmund Mortimer, 5. hrabia Marchii
- 1425–1460: Ryszard Plantagenet, 3. książę Yorku
- 1460–1461: Edward, 4. książę Yorku

Hrabiowie Marchii 2. kreacji (parostwo Anglii)
- 1479–1483: Edward, książę Walii

Hrabiowie Marchii 3. kreacji (parostwo Anglii)
- 1619–1624: Esme Stewart, 3. książę Lennox
- 1624–1655: James Stewart, 4. książę Lennox
- 1655–1660: Esme Stewart, 5. książę Lennox
- 1660–1672: Charles Stewart, 6. książę Lennox

Hrabiowie Marchii 4. kreacji (parostwo Anglii)
- od 1675: jeden z tytułów książąt Richmond